# 女性主義犯罪學
女性主義犯罪學（英語：Feminist school of criminology）犯罪社會學的一個分支学科，于1960年代晚期至1970年代开始发展。

## 主旨
傳統的犯罪社會學以階級差異為出發點，主張犯罪原因是不同階級、不同文化之間的衝突。類似的以社會差異為基礎之理論，還有女性主義犯罪學。尤其受到緊張理論（社會學上「失範理論」在犯罪學上的版本）的啟發，此理論主張女性在男性價值觀為主的社會中受到壓抑、不平等待遇，甚至因為成為男性犯罪的被害人，最終導致犯罪。

## 實證效力
不過實證上，基於女性主義理論而提出的犯罪風險因子或預測因子，與再犯只有弱相關性。此外，在最新一代的犯人衡鑑工具「矯治服務級別/個案管理清單 (LS/CMI)」中，雖有加入針對女性犯人應特別注意的項目，但不會影響再犯風險分數，只會影響矯治計畫的規劃和個案管理。